# Ekowskaźnik
Ekowskaźnik – rodzaj wskaźnika (wskaźników)  używany w metodzie LCA do pomiaru oddziaływania na środowisko naturalne oraz występowania efektów ekologicznych na skutek procesu produkcji, itp.

## Definicja
Istnieją dwa podejścia do zdefiniowania pojęcia ekowskaźnika.
Podejście pierwsze zakłada włączenie do wskaźnika wszystkich możliwych oddziaływań na środowisko naturalne, tak by nie pominąć żadnego efektu.
Podejście drugie natomiast zakłada, że dobrze skonstruowane metody ważenia powinny odzwierciedlać we wskaźniku jedynie te efekty, które wyrażają wyniki w porównywalnych typach szkód środowiskowych.

## Czynniki uwzględniane przy tworzeniu ekowskaźnika
- Efekt cieplarniany
- Zubożenie warstwy ozonowej
- Zakwaszenie
- Eutrofizacja
- Smog
- Problemy lokalne (odory, hałas, światło)
- Problemy lokalne (odory, hałas, światło)
- Zmniejszanie zasobów surowców
- Produkcja odpadów przeznaczonych do składowania
- Ilość toksycznych odpadów

## Przykłady podziału ekowskaźników
- Wskaźniki absolutne (np. wielkość emisji CO2).
- Wskaźniki względne (np. zużycie wody na jednostkę wyprodukowanego towaru).
- Wskaźniki indeksowe – pewne wielkości wyrażane są jako procentowy udział w całości, bądź jako procentowe zmiany w odniesieniu do poprzednich lat.
- Wskaźniki agregatowe – wskaźniki te powstają poprzez sumowanie pewnych. wielkości wyrażonych w tych samych jednostkach, ale odnoszących się do różnych faz procesu bądź cyklu życia produktu.
- Ważenie wartościujące – polegające na przypisaniu odpowiednich wag poszczególnym czynnikom (miarom) w zależności od przypisanej im ważności i istotności.

Można także dzielić wskaźniki na dwie grupy: EPI (Environmental Pressure Indicators), które mierzą presję wywieraną na środowisko naturalne oraz ECI (Environmental Condition Indicators) mierzące stan środowiska.